# Komorni orkester Carnium
Kranjski komorni orkester "Carnium" je bil ustanovljen leta 1990 na pobudo ravnatelja kranjske GŠ, dirigenta Petra Škrjanca. V času svojega delovanja (do l. 2008) je izvedel okrog sto del, od tega več kot polovico baročnih, predklasičnih in klasičnih avtorjev (predvsem Corellija, Vivaldija, Albinonija, Bacha, Telemanna, Haendla, Haydna, Mozarta in drugih). Med skladatelji 20. stol. pa so bili izvedeni tudi nekateri slovenski avtorji (L. M. Škerjanc, J. Jež, A. Ajdič).
Z orkestrom so sodelovali mnogi odlični slovenski in tuji solisti med drugimi: Petar Milič (klavir), Brane Brezavšček (violina in koncertni mojster), Dušan Sodja (klarinet), Stanko Arnold in Matej Rihter (trobente), Anja Bukovec (violina), Maša Bertok (flavta), Bronka Prinčič (harfa), Jurij Reja (tenor), Olga Gracelj (sopran), Sabira Hajdarević (mezzosopran), Jaka Jeraša (bariton), Nedka Petkowa (čembalo), Boštjan Lipovšek (rog), Jeffrey Cohan - ZDA (flavta), Reinhold Friedrich - Nemčija (trobenta), Vittoria Panato - Italija (volina), Daniel Perantoni in Velvet Brown - ZDA (tuba), Eva Maria Pollerus - Avstrija (čembalo), a v okviru koncertov "Carnium predstavlja mlade talente" so kot solisti nastopili Matic Anžej in Andrej Kopač (violina), Maruša Bogataj (violončelo), Vid Ušeničnik (tolkala), Elena Hribernik (flavta), Marjetka Hribernik (violončelo) in drugi. Na letnem festivalu "Carniola" v Kranju leta 2006 je orkester s solisti in zborom zelo uspešno izvedel opero Seviljski brivec.
MO Kranj je nagradila KO "Carnium" v l. 2002 z Veliko Prešernovo plaketo, ki jo je za svoje delo prejel v l. 2003 tudi njegov dirigent.
Peter Škrjanec je pred prihodom v Kranj (1988) deloval kot dirigent reške opere "Ivan Zajc". V Reki je l. 1976 ustanovil Riječki komorni orkestar, ki deluje še danes. V operi je izvedel več del iz opernega repertoarja (Verdi, Puccini, Rossini, Pergolesi), ter v okviru koncertne dejavnosti tudi simfonična dela (Mozart, Beethoven, Mendelssohn, Brahms, Dvoržak, Stravinski  in dr.).
Z njegovo upokojitvijo (2009) je "Carnium" prenehal delovati.